# Świetlówka LED

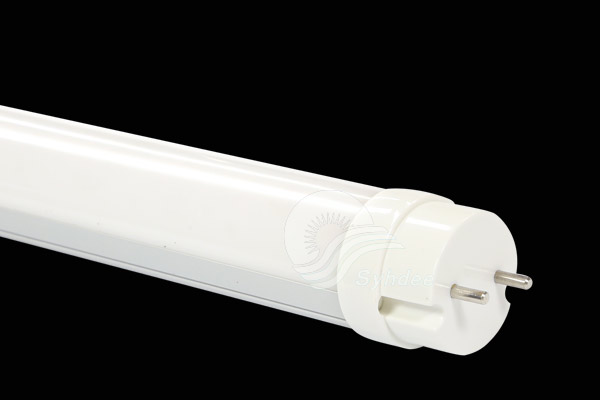
Tuba LED

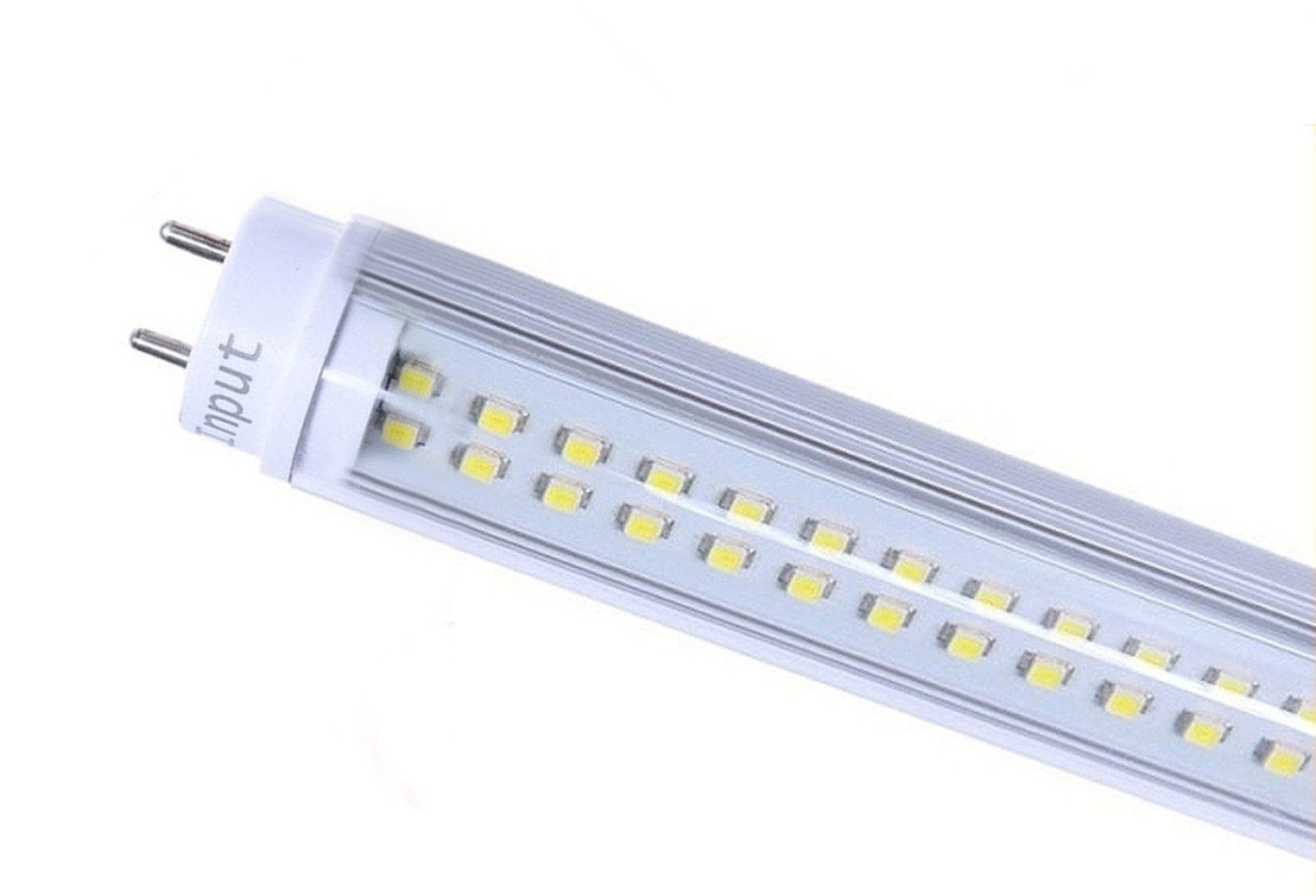
przykładowe ułożenie diod SMD w świetlówce LED

Świetlówka LED, rura LED – lampy LED wykonane tak, by można było je zastosować jako zamiennik tradycyjnych świetlówek liniowych. Rury LED pasują do opraw tradycyjnych gazowych świetlówek, jednak dzięki wykorzystaniu diod elektroluminescencyjnych zmniejszają zużycie energii elektrycznej.

## Budowa świetlówek LED
W większości przypadków, rury LED wykorzystują dużą liczbę diod montowanych wzdłuż obudowy. Dzięki temu nie tylko osiągany jest efekt świecenia taki jak w tradycyjnej świetlówce liniowej, ale również zapewnione jest rozprowadzenie ciepła w całej obudowie. Sama obudowa świetlówek różni się w zależności od modelu, jednak wyróżnić można trzy podstawowe typy obudowy:
- obudowy szklane – wykonane w tej technologii tuby LED są najbardziej zbliżone do klasycznych świetlówek liniowych jeśli chodzi o wygląd. Ich produkcja jest najtańsza, co przekłada się na końcową cenę świetlówek tego typu. Konstrukcja sprawia, że kąt świecenia sięga nawet 280 stopni, co sprawia, że obudowy tego typu lepiej nadają się do montażu na małych wysokościach i oprawach z odbłyśnikiem. Obudowy tego typu mają poważną wadę, jaką jest wrażliwość na uszkodzenia mechaniczne. Podobnie jak przy klasycznych świetlówkach gazowych, obudowa potrafi się stłuc przy uderzeniu co powoduje, iż ich transport i użytkowanie może być problematyczne;
- obudowy aluminiowe – wykorzystywane głównie w świetlówkach dużej mocy, wykonane są na bazie dużego aluminiowego radiatora i części przepuszczającej światło. Jako że aluminium jest bardzo dobrym przewodnikiem ciepła, wykorzystanie dużego radiatora tego typu pozwala na użycie diod o większej mocy. Zawęża się również kąt świecenia (przeważnie nie przekracza 120 stopni), co umożliwia montaż na większej wysokości. Obudowy tego typu są najdroższe ze względu na koszt aluminium jako surowca;
- obudowy polimerowe – obecnie popularnym rozwiązaniem jest wykorzystanie obudowy wykonanej z nietłukących się polimerów takich jak np. poliwęglan. Mają one wszystkie zalety świetlówek szklanych z dodatkowym atutem w postaci zwiększonej odporności na uszkodzenia mechaniczne. Świetlówki tego typu nie tłuką się, więc mogą być używane np. w miejscach przetwarzania żywności. Są droższe niż szklane obudowy.

## Typy świetlówek LED
Jako że tuby LED stosowane są jako zamienniki tradycyjnych, liniowych świetlówek gazowych, to ich typy i rozmiary oparte są właśnie na rozwiązaniach stosowanych w tradycyjnych świetlówkach. Dlatego też, przy tubach LED stosuje się te same oznaczenia. Najpopularniejsze z rozwiązań jeśli chodzi o świetlówki LED to:
T5 – miniaturowe świetlówki o średnicy 16 mm. Wyposażone w gniazdo G5, czyli okrągłą końcówkę z dwoma bolcami.
T8 – najpopularniejszy typ świetlówki, czyli tuba o średnicy 26 mm. Wyposażone w gwint G13 (większa wersja gwintu G5).
T12 – najrzadszy model o średnicy 36 mm. Wykorzystują to samo gniazdo co świetlówki T8, czyli gniazdo G13.

## Sposoby zasilania świetlówek LED
Montaż świetlówek LED różni się znacząco w zależności od tego, jaki typ świetlówki jest stosowany. Najpopularniejszym rozwiązaniem, jeśli chodzi o sposób montażu, jest bezpośrednie zasilenie świetlówki za pomocą 230 V z pominięciem statecznika. Wykorzystywane jest w tzw. świetlówkach typu B, czyli świetlówkach z wewnętrzną przetwornicą. Rozwiązanie to ma najwięcej zalet przy nowych instalacjach, gdzie nie trzeba przerabiać starych opraw świetlówkowych. Brak dławików sprawia, że nie jest tracona energia, oraz niweluje się ten element, jest to najbardziej ekonomiczne rozwiązanie. Istotne w przypadku tego typu świetlówek jest zweryfikowanie sposobu zasilania. Na rynku znaleźć można świetlówki dwustronnie zasilane i jednostronnie zasilane. Świetlówki zasilane dwustronnie są zgodne w doprowadzeniu zasilania z tradycyjnymi świetlówkami. Standardem jest obecnie zasilanie jednostronne, gdzie zarówno przewód fazowy, jak i neutralny podłączone są do gniazda po jednej stronie. Drugie gniazdo nie jest w ogóle podłączone i służy wyłącznie do podtrzymywania świetlówki w oprawie. Jest to rozwiązanie bardziej ekonomiczne, gdyż niweluje potrzebę prowadzenia przewodów w obudowie i lampie.
Oprócz świetlówek typu B istnieją inne typy. Są to odpowiednio:
- świetlówki ze zintegrowaną przetwornicą, działającą pod statecznikiem, zwane świetlówkami typu A. Ich wadą jest fakt, iż ich działanie uzależnione jest od działania właśnie statecznika i w przypadku jego uszkodzenia świetlówka nie zaświeci. Co więcej, pobór mocy jest zwiększony właśnie o obciążenie statecznika. Zaletą jest łatwy montaż w starych oprawach;
- świetlówki z zewnętrzną przetwornicą, oznaczane jako LED typu C. Oparte na tej samej zasadzie działania co typ B, jednak są bezpieczniejsze w montażu, gdyż na gniazda emitowane jest bezpieczne napięcie, przekształcone przez przetwornicę. Stosowane bardzo rzadko ze względu na wyższą cenę i problemy montażowe (problemy z umiejscowieniem przetwornicy zewnętrznej w oprawie, bez poważnej ingerencji w jej konstrukcję);
- świetlówki hybrydowe, łączące typ A i B. Jest to rozwiązanie kosztowne, przez co praktycznie niestosowane przez producentów.

## Zalety świetlówek LED
Poza oszczędnościami energetycznymi, świetlówki LED mają szereg zalet, dzięki którym górują nad swoimi gazowymi odpowiednikami. Przede wszystkim nie zawierają związków rtęci, przez co są bezpieczniejsze w użytkowaniu. W połączeniu z wykorzystaniem obudów polimerowych lub aluminiowych, które nie tłuką się, jest to idealny zamiennik w miejscach takich jak magazyny żywności, czy szpitale. Dodatkowo mają wszystkie zalety oświetlenia LED takie jak: ukierunkowane światło, brak promieniowania UV, długą żywotność, czy możliwość dokładnego doboru barwy bieli.